# U 171
U 171 war ein deutsches U-Boot vom Typ IX C, das im Zweiten Weltkrieg von der deutschen Kriegsmarine eingesetzt wurde.

## Technik und Geschichte
U 171 war ein Tauchboot für ozeanische Verwendung. Es war ein U-Boot vom Zweihüllentyp und hatte eine Wasserverdrängung von 1.120 t über und 1.232 t unter Wasser. Es hatte eine Länge von 76,76 m, eine Breite von 6,76 m und einen Tiefgang von 4,70 m. Mit den beiden 2.200 PS MAN-Neunzylinder-Viertakt Dieselmotoren M 9 V 40/46 mit Aufladung konnte eine Höchstgeschwindigkeit über Wasser von 18,3 kn erreicht werden. Bei 10 kn Fahrt konnten 12.000 Seemeilen zurückgelegt werden. Die beiden 500 PS SSM-Doppel-E-Maschinen GU 345/34 hatten 62 × 62 Akku-Zellen AFA Typ 44 MAL 740 W. Es konnte eine Höchstgeschwindigkeit unter Wasser von 7,3 kn erreicht werden. Bei 4 kn Fahrt konnte eine Strecke von 64 Seemeilen zurückgelegt werden. Aus 4 Bug- und 2 Hecktorpedorohren konnten 22 Torpedos oder bis zu 44 TMA oder 66 TMB-Minen ausgestoßen werden. Die Tauchtiefe betrug 100 – 200 m. Die Schnelltauchzeit betrug 35 Sekunden. Es hatte ein 10,5-cm Utof L/45 Geschütz mit 180 Schuss und 1 × 3,7-cm Fla-Waffe mit 2.625 Schuss, 1 × 2-cm-Fla-Waffe mit 4.250 Schuss. Ab 1943/44 erfolgte bei diesem Bootstyp der Ausbau der 10,5-cm-Kanone und Einbau von 4 × 2-cm-Zwillings-Fla-Geschützen mit 8.500 Schuss. Die Besatzungsstärke konnte aus vier Offizieren und 44 Mannschaften bestehen. Die Kosten für den Bau betrugen 6.448.000 Reichsmark.
Der Auftrag für das Boot wurde am 23. Dezember 1939 an die AG Weser in Bremen vergeben. Die Kiellegung erfolgte am 1. Dezember 1940, der Stapellauf am 22. Juli 1941, die Indienststellung unter Kapitänleutnant Günther Pfeffer fand schließlich am 25. Oktober 1941 statt.
U 171 gehörte vom 25. Oktober 1941 bis zum 30. Juni 1942 als Ausbildungsboot der 4. U-Flottille in Stettin, und vom 1. Juli 1942 bis zu seiner Versenkung am 9. Oktober 1942 als Frontboot der 10. U-Flottille in Lorient an.
Es absolvierte eine Feindfahrt, auf der drei Schiffe mit 17.641 BRT versenkt werden konnten. U 171 wurde am 9. Oktober 1942 vor Lorient durch einen Minentreffer versenkt. Es gab 22 Tote und 30 Überlebende.
Der Untergang von U 171 und die Rettung der Überlebenden aus dem untergegangenen Boot ist wesentlicher Gegenstand der Ausstellung des Museums Musée Sous-Marin in Lorient in Frankreich.

## Kommandanten
- Günther Pfeffer (1914–1966)

## Einsatzstatistik

### Erste Unternehmung
Das Boot lief am 30. Mai 1942 um 7.00 Uhr von Kiel aus. Zur Brennstoffergänzung lief das Boot am 18. Juni 1942 in Kristiansand ein, um am 19. Juni 1942 von dort seine erste Unternehmung anzutreten.
Die Fahrt ging über den Nordatlantik und dem Mittelatlantik in den Golf von Mexiko. U 171 wurde am 5. Juli 1942 im Nordatlantik vom deutschen Versorgungsboot U 460 mit 63 m³ Brennstoff und Proviant versorgt. Nach dem Marsch über die Windward-Passage, der Südküste Jamaikas und dem Golf von Yucatan, trat das Boot am 23. Juli 1942 in das Operationsgebiet, dem Golf von Mexiko, ein.
- Am 26. Juli 1942 wurde dort der mexikanische Dampfer Qaxaca (Lage) mit 4.351 BRT durch einen Torpedo versenkt. Er hatte Zeitungspapier, Soda sowie Stückgut geladen und befand sich auf dem Weg von New Orleans und Veracruz nach Tampico. Bei der Versenkung wurden sechs Menschen getötet, 39 überlebten.

- Am 13. August 1942 wurde der US-amerikanische Tanker R.M. Parker Jr. (Lage) mit 6.779 BRT versenkt. Er fuhr in Ballast und war auf dem Weg von Baltimore nach Port Arthur. Bei der Versenkung gab es keine Verluste, 44 Besatzungsmitglieder überlebten.

- Am 4. September 1942 wurde der mexikanische Tanker Amatlan (Lage) mit 6.511 BRT mit einem Torpedo versenkt. Er hatte eine unbekannte Ladung an Bord und befand sich auf dem Weg von Havanna über Galveston nach Tampico. Es wurde 10 Mann getötet, 24 überlebten den Angriff.

Am 5. September 1942 trat U 171 den Rückmarsch an. Das Boot wurde auf dem Rückmarsch noch einmal vom deutschen Versorgungsboot U 461 mit 23,5 m³ Brennstoff und Proviant versorgt, bevor es am 9. Oktober 1942 um 13.40 Uhr vor Lorient auf eine britische Mine lief und sank. Dabei kamen 22 Mann ums Leben. 30 Überlebende wurden von deutschen Vorpostenbooten gerettet.

## Verbleib
U 171 sank am 9. Oktober 1942 vor Lorient, auf der Position 47° 39′ 5″ N, 3° 34′ 8″ W im Marine-Planquadrat BF 6173, durch eine britische Mine. Es gab 22 Tote und 30 Überlebende.